# Fontana del Boccale
Fontana del Boccale är en fontän vid Via Nicola Zabaglia i Rione Testaccio i Rom. Fontänen ritades av den abruzziske arkitekten Raffaele De Vico och invigdes år 1931. De Vico fick även i uppdrag att planlägga hela den omgivande området, vilket innefattade Parco del Monte dei Cocci.

## Beskrivning
I mitten av en rund plats står ett krus (italienska: boccale) i korallröd vicentino-marmor; platsen är stenlagd med sanpietrini, en särskild typ av gatsten som förekommer i Roms historiska stadskärna och på Petersplatsen. Ur en pip porlar vattnet ner i ett vattenkar försänkt i marken; tidigare sprutade vattnet uppåt från krusets mitt. Kruset har en relief som föreställer en blomstrande gren med rosor.

### Webbkällor
- ”Via Nicola Zabaglia” (på italienska). Roma Segreta. Arkiverad från originalet den 7 december 2021. https://archive.ph/k2Fwf. Läst 7 december 2021.
- ”Fontana del Boccale” (på italienska). info.roma.it. Arkiverad från originalet den 7 december 2021. https://archive.md/RP9cP. Läst 7 december 2021.